# Cai Guo-Qiang
Pour les articles homonymes, voir Cai.
Dans ce nom chinois, le nom de famille, Cai, précède le nom personnel.
Cai Guo-Qiang (chinois simplifié : 蔡国强 ; chinois traditionnel : 蔡國強 ; pinyin : Cài Gúoqiáng), né le 8 décembre 1957 à Quanzhou, province du Fujian, en Chine, est un artiste plasticien chinois.

## Biographie
Fils d'un historien et peintre, Cai Guo-Qiang fait ses études de 1981 à 1985 à l’école de théâtre de Shanghai dans le département des arts de la scène.
De 1986 à 1995, il vit au Japon où il étudie les propriétés de la poudre à canon dans ses dessins, ce qui le mène par la suite à des expériences avec des explosifs à plus grande échelle et au développement de sa marque de fabrique : des événements pyrotechniques. Durant son séjour au Japon, il atteint rapidement une renommée internationale.
Il vit depuis 1995 à New York, aux États-Unis.
Cai Guo-Qiang a exposé (et remporté un Lion d'or) à la biennale de Venise en 1999, au Queens Museum of Art, au MASS MoCA…
En 2008, il est le premier artiste chinois bénéficiant d'une rétrospective au musée Guggenheim de New York. La même année, il conçoit les feux d'artifice de la cérémonie d'ouverture des Jeux olympiques de Pékin.
En 2011, il prépare une exposition, sa première au Moyen-Orient, pour le MATHAF ; celle-ci est intitulée Saraab, mirage en arabe,. À cette occasion, il crée Ninety-nine Horses.
Alors qu'il devait se rendre à l'été 2021 à un festival de lumières à Coral Gables (Miami), le maire de la ville annonce retirer toute subvention à l'évènement si Cai Guo-Qiang et d'autres artistes n'en étaient pas évincés, les accusant de sympathies communistes.

## Distinction
- Lion d'or à la Biennale de Venise de 1999
- Prix de la culture asiatique de Fukuoka

## Cote
En novembre 2007, le tableau « Set of 14 drawings for Asia-Pacific economic co-operation » atteint le record de 9,5 millions de dollars (soit 6,02 millions d'euros). Ce record pour un artiste chinois est battu en mai 2008 par la toile Masques, séries 1996, no 6 de Zeng Fanzhi[réf. nécessaire].

## Expositions
- 2000 : « Cai Guo-Qiang » Fondation Cartier pour l'art contemporain
- 2001 : « An Arbitrary History » Musée d'art contemporain Lyon
- «  Cultural Melting Bath: Projects fo the 20(th) Century », Queens Museum of Art, New York
- 2002 : « Cai Guo-Qiang », Art Museum Shanghai
- 2005 : « Inopportune » au MASS MoCA, North Adams
- 2006 : « Cai Guo-Qiang on the Roof: Transparent Monument », Metropolitan Museum of Art, New York
- 2008 : 
  - Rétrospective au musée Solomon R. Guggenheim, New York
  - Rétrospective au National Art Museum of China, Pékin
- 2009 :
  - Rétrospective au musée Guggenheim, Bilbao
  - « Hanging out of the Museum », Tapei Fine Arts Museum, Taïwan
- 2010 :
  - « Fallen Blossoms », Philadelphia Museum of Art
  - « Travels in the Mediterranean », MAMAC, Nice
- 2011 : « Cai Guo-Qiang - 1040 mètres sous terre », Fondation Izolyatsia, Donetz
- 2011—2012 : « Saraab », MATHAF, Doha